# Dominaat
Het dominaat was een latere, op despotisme gelijkende fase van de keizercultus in het Romeinse Keizerrijk als gevolg van een evolutie van het principaat. 
De eerste die zich publiekelijk dominus et deus (meester en god) liet noemen en niet langer princeps was Diocletianus. Hij had echter voorgangers die eerder al stappen in die richting hadden ondernomen, zoals onder andere Caligula.
Het feitelijke dominaat liep snel af, maar de keizer bleef wel vereerd worden als een god en werd meer beschouwd als een (goed) meester van zijn onderdanen dan als een eerste onder zijns gelijken (primus inter pares). 
Pas bij de invoering van het christendom als staatsgodsdienst in 380 door Theodosius I verloor de keizer zijn goddelijk aura, omdat het monotheïstische karakter van het christendom maar één godheid toelaat, namelijk de christelijke "God" (Hebreeuws: יהוה Jahweh; Grieks: Θεός Theos; Latijn: Deus). 
Ironisch genoeg werd de keizer die het christendom in 313 vrijheid van eredienst gegeven heeft, Constantijn de Grote, na zijn dood door de senaat vergoddelijkt.